# 시종훈
주 공제 시종훈(周恭帝 柴宗訓, 953년 9월 14일(음력 8월 4일) ~ 973년 4월 6일(음력 3월 1일))은 중국 오대십국 시대의 후주의 제3대이자, 마지막 황제(재위 : 959년 ~ 960년)이다. 시호는 공황제(恭皇帝)이다. 선황제 후주 세종의 4남으로 태어났다. 재위 1년 만에 조광윤에게 제위를 선양했고, 이후는 정왕(鄭王)에 봉해졌다. 황제 때 절일은 천수절(天壽節)이다. 능호는 순릉(順陵)이다.
부황이 절도사로 부임해 있던 단주(澶州)(현재의 허베이성 양현)에서 태어났다. 부황의 즉위에 즈음하여 양왕에 봉해져졌고, 7살 때에 부황의 붕어로 의해 황위를 계승했다. 어린 황제를 위해, 황태후가 정무를 보고 범질, 왕부, 조광윤 등이 보좌를 했다.
부황 세종의 붕어로 인한 일시적인 불안을 틈타, 요나라와 북한이 연합하여 후주를 공격했다. 황태후는 조광윤에게 방어를 명령했다. 그런데 수도 개봉의 동북쪽 40리에 있는 진교역에서 어린 황제에 불안을 느꼈던 장수들이 반란을 일으키고, 조광윤을 황제로 추대하고 개봉을 점령했다. 이 사건으로 시종훈이 제위를 선양하여 조광윤은 송 왕조를 열었다(진교의 변).
즉위한 후 조광윤은 시종훈을 정왕에 봉하고 방주(房州)(현재의 후베이성 북방현)로 옮겼다. 그리고 방주의 태수이자 자신의 스승인 신문열로 하여금 그를 지키게 하고, 뒤를 보살피게 하였다. 973년 20세의 젊은 나이로 병사하였고, 황제의 예로 장례가 치러졌다.

## 기년
| 공제        | 원년           | 2년        |
| ----------- | -------------- | ---------- |
| 서력 (西曆) | 959년          | 960년      |
| 간지 (干支) | 기미(己未)     | 경신(庚申) |
| 연호 (年號) | 현덕(顯德) 6년 | 7년        |

| 전 대 세종 시영 | 제3대 후주 황제 959년~960년 | 후 대 후주 멸망 (송 태조 조광윤) |